# Brot de shigel·losi a Castella - la Manxa de 2005
El brot de shigel·losi al municipi de Daimiel, Castella - la Manxa, es va donar el 2005 i va ser un brot epidèmic per una toxiinfecció alimentària causada per Shigella sonnei. El brot va ser per la ingesta d'unes patates amb salsa casolana elaborades en una guingueta durant les festes del municipi.
Es van confirmar un total de 146 casos positius per la malaltia, la majoria d'ells menors de 40 anys.

## Context epidemiològic
Cal saber que en el període comprès entre 2001 i 2005 es van declarar, a la Xarxa Nacional de Vigilància Epidemiològica, 11 casos de disenteria bacil·lar a tota Castella - la Manxa, dels quals cap corresponia a la província de Ciudad Real. A partir d'aquest any 2005, es va observar una tendència descendent, on la incidència va ser d'1 cas per cada 100.000 habitants.
Daimiel té una població de 17.000 habitants, tot i això, quan hi ha festes aquesta augmenta fins a 5.000 persones, facilitant així la probabilitat que es doni un brot.

## Esdeveniments
Els primers casos d'infecció es van detectar el dissabte 3 de setembre de 2005, que van ser comunicats al servei d'epidemiologia per tal de realitzar una investigació. Encara que les primeres persones comuniquessin la seva malaltia aquest dia, tothom que presentava la simptomatologia de la shigel·losi entre els dies 1 de setembre i  6 de novembre, van ser estudiades i si eren positives s'havien de declarar.

### Cronologia
1. Detecció dels primers casos de la infecció (Dissabte 1 de setembre)
2. Disseny d'un protocol d'actuacions per poder fer l'estudi de camp (Diumenge 3 de setembre)
  1. Confirmació de l'existència del brot (Dilluns 3 de setembre).
  2. Verificació del diagnòstic.
  3. Cerca de casos addicionals (entre l'1 de setembre fins al 6 de novembre).
  4. Elaboració de la corba epidèmica.
  5. Inspecció dels establiments sospitosos i tancament preventiu d'aquests (Diumenge 4 de setembre).
  6. Disseny d'un qüestionari per recollir informació.
  7. Recollida de mostres i enviament al laboratori de salut pública.
  8. Disseny, execució i anàlisi d'un estudi de casos i controls per parelles.

### Cerca
Per tal de delimitar la simptomatologia per poder trobar els contagis, es va crear una definició de cas: 

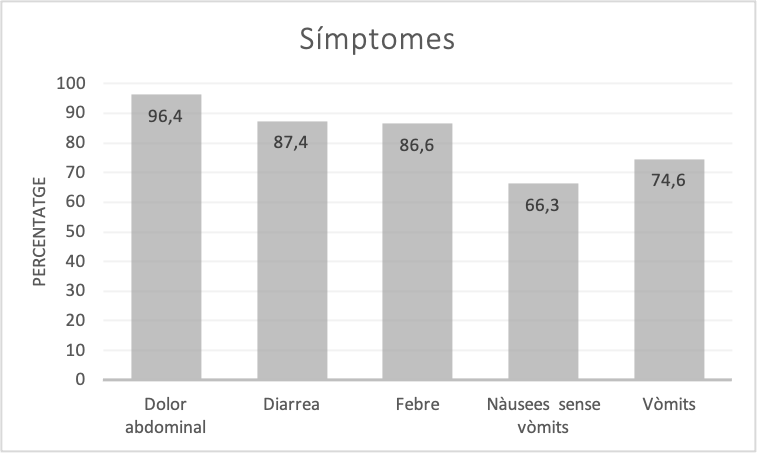
Percentatge dels símptomes del brot de shigel·losi a Daimiel.

“Pacient amb quadre gastrointestinal amb almenys dos dels següents símptomes: diarrea, dolor abdominal, nàusees, vòmits i febre, que va iniciar la clínica entre el dia 1 de setembre de 2005 a la 1.00 h i el dia 6 de novembre de 2005 a les 9.00 h i que haguessin estat a la fira de Daimiel en les 96 h prèvies.” 
Per ser declarat com a confirmat, es va requerir un cultiu positiu o complir la definició de cas i tenir la documentació (informe mèdic). (per això només es van confirmar 146 dels 196).

#### Simptomatologia
La shigel·losi és una infecció gastrointestinal que cursa amb diarrea, sovint amb moc i sang, dolor abdominal, febre i nàusees o vòmits. En el brot de Daimiel la majoria de persones infectades van ser dones (54,4%), amb una major incidència en persones joves (80% menors de 40 anys).

### Estudi epidemiològic
A causa de la dificultat de trobar l'origen del brot, es va haver de recórrer a un estudi epidemiològic. Aquest es va fer amb “casos i controls” mitjançant el qual, es va elaborar un qüestionari que havia de respondre el cas confirmat i almenys dos controls que el cas havia d'indicar, els quals no podien haver anat a la fira amb el positiu. En total es van agafar 65 parelles. El qüestionari preguntava el següent:
- Edat
- Sexe
- Símptomes
- Hora i data d'inici dels símptomes
- Consum de patates (fregides o rostides)
- En quina o quines paradetes les havien consumit.

(A l'annex es pot trobar un qüestionari similar al realitzat)
Per facilitar la localització de les guinguetes per part dels enquestats, es va fer un croquis indicant la localització de cadascuna.

#### Resultats de l'estudi
A partir d'aquesta informació es van poder fer els càlculs estadístics pertinents. Amb aquests, es va trobar una correlació entre el consum de patates i una de les 5 paradetes. Aquestes patates estaven acompanyades per una salsa d'all, llet i oli, que molt probablement va ser la font de contagi. Així i tot a causa dels biaixos en la memòria dels enquestats, es van trobar controls que afirmaven haver-hi estat exposats i casos confirmats que ho negaven com es pot veure a la Taula 1.

## Annex
- Qüestionari epidemiològic de Shigel·losi elaborat pel departament de salut del govern basc molt similar al utilitzat en aquest brot. (pàgines 8-13)